# エリ・ヘクシャー

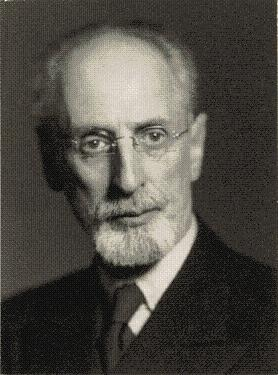
エリ・ヘクシャー

エリ・フィリップ・ヘクシャー（Eli Filip Heckscher, 1879年11月24日 - 1952年12月23日）は、スウェーデンのユダヤ系経済学者、経済史学者。ヘクシャー＝オリーンの定理で有名である。

## 生涯

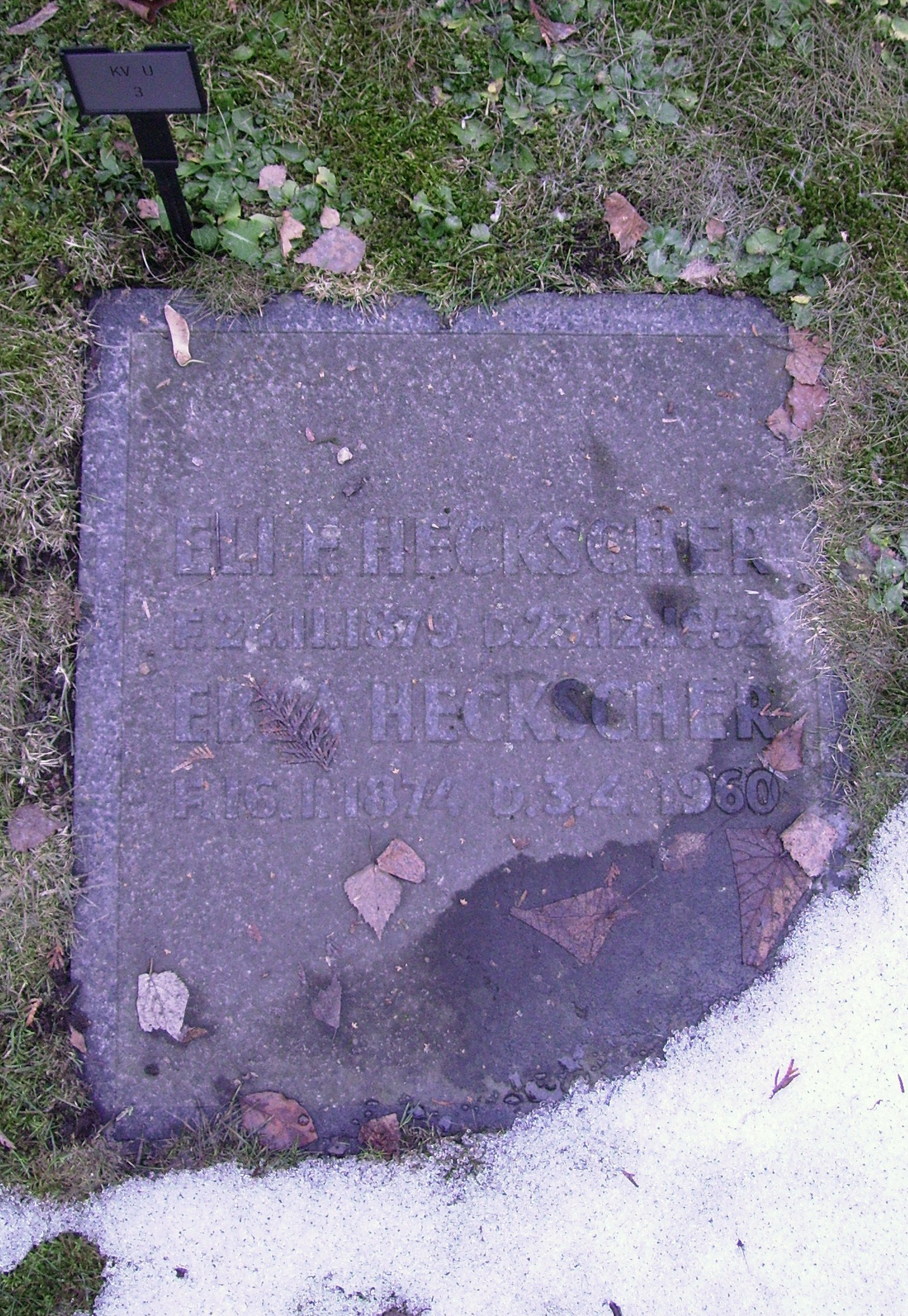
エリ・ヘクシャーの墓

- エリ・ヘクシャーの墓1879年、エリ・ヘクシャーはスウェーデンのストックホルムにおいて、デンマーク生まれの実業家イシドール・ヘクシャーとその妻ローサ・メイエールの息子として誕生した。
- 1897年、ヘクシャーはストックホルムにおいて中等教育を修了した。
- ウプサラ大学とヨーテボリ大学で経済学を学んだ。
- 1907年、ヘクシャーはウプサラ大学で博士号を取得した。
- 1909年、ストックホルム経済大学院の経済学と統計学の教授に就任した。
- 1929年、ヘクシャーは経済史の研究所教授に席を移った。
- 1945年、名誉教授として引退した。

## 業績
- 1950年に発表された目録によると、その前年までにヘクシャーは1148冊の書籍および論文を発表している。重商主義に関する文献は複数の言語に翻訳されており、また、スウェーデンの経済史の研究は高い評価を得ている。
- 後にノーベル経済学賞を受賞したベルティル・オリーンとともに行った国際貿易に関するヘクシャー＝オリーン・モデルやヘクシャー＝オリーンの定理は、ヘクシャーの業績の中で最も有名である。

## 家族
- エリ・ヘクシャーの息子のグンナー・ヘクシャーは政治学者であり、スウェーデン保守党（今の穏健党）の党首として活躍した（1961年〜1965年）。また、グンナー・ヘクシャーは1965年〜1970年に駐日大使となった。